# Krigsåret 1708

## Pågående krig
- Indiankrigen
  - Drottning Annas krig (1702 - 1713), även del av Spanska tronföljdskriget.

- Spanska tronföljdskriget (1701-1714)[1]
  - Frankrike, Bayern, Köln och Mantua på ena sidan
  - Österrike, England, Hannover, Nederländerna, Preussen, Tysk-romerska riket och Savojen på andra sidan

- Stora nordiska kriget (1700 - 1721)[1]
  - Ryssland på ena sidan
  - Sverige och Holstein-Gottorp på andra sidan.

## Händelser

### Juli
- 4 - Svenskarna under Karl XII besegrar ryssarna i slaget vid Holowczyn.
- 6 - Ryssland segrar över Sverige i anfallet mot Borgå.

### Augusti
- 31 - svenska trupper besegrar Golitsyn i slaget vid Malatitze

### September
- 29 - Peter den store besegrar Lewenhaupt i slaget vid Lesna.

### Fotnoter
1. 1 2  ”World Statesmen”. http://www.worldstatesmen.org/WARS.html. Läst 28 juni 2011.